# Mats Carlsson (innebandyspelare)
Mats Carlsson, född 1 april 1980 i Södertälje är en svensk före detta innebandyspelare.
Carlsson 11 säsonger för AIK Innebandy (2000-2011). Totalt spelade han 291 matcher och gjorde 149 mål och 121 assist. Han har 2 SM-guld och 3 Europacupguld.